# Matoller d'Aldabra
El matoller d'Aldabra (Nesillas aldabrana) és un ocell extint de la família dels acrocefàlids (Acrocephalidae). Va ser observat per darrera vegada
en 1983.

## Hàbitat i distribució
Habitava la malesa dels boscos de les illes Aldabra.